# Archaeopotamus
Archaeopotamus – wymarły rodzaj hipopotama żyjący 8,1–7,5 miliona lat temu w Afryce i na Bliskim Wschodzie. Został opisany w 2005 i obejmuje gatunki pierwotnie zgrupowane jako Hexaprotodon. Oczodoły usadowione miał nieco niżej niż współczesne hipopotamy, gdyż znajdowały się one na wysokości sklepienia czaszki (a nie ponad nią). Analiza radioizotopowa kości wykazała, iż żywił się on głównie roślinami typu C4.

## Nazwa
Archaeopotamus oznacza „starożytny z rzeki”. Ze wszystkich znanych hipopotamów jedynie Kenyapotamus jest od niego starszy, ale za to znany jedynie z fragmentarycznych pozostałości – Archaeopotamus to najwcześniejszy dobrze poznany rodzaj.
Wiele prehistorycznych hipopotamów znanych było początkowo ze skamieniałości żuchwy. A., podobnie jak Hexaprodon, posiadał 3 pary siekaczy. W przeciwieństwie zaś do niego miał wydłużone spojenie żuchwy. Z powodu takiej dolnej szczęki zaproponowano dla tego zwierzęcia angielską nazwę „narrow muzzled hippos”.

## Gatunki

### A. lothagamensis
Pozostałości tego gatunku odkryte zostały w Lothaganna południowy zachód od jeziora Turkana w Kenii i opisany w 2000 r. jako Hexaprotodon lothagamensis, aczkolwiek zauważono pewne różnice pomiędzy tym i innymi gatunkami tego rodzaju.
Gatunek ten był mniejszy od dzisiejszego hipopotama oraz od A. harvardi, miał też smuklejszy szkielet. Był jednak większy niż dzisiejszy hipopotam karłowaty.

### A. harvardi
Ten z kolei gatunek opisany został po raz pierwszy już w 1977 także jako członek rodzaju Hexaprotodon. Choć proporcje obydwu gatunków opisywanego rodzaju są podobne, poprzedni jest mniejszy. A. harvardi dorastał do rozmiaru dzisiejszego hipopotama nilowego.
Istnieje grupa skamieniałości opisanych jako Hexaprotodon sahabiensis (zwany hipopotamem Abu Zabi), która dzisiaj jest uważana za pozostałości właśnie Archaepotamus. Zapis kopalny większego gatunku jest obszerniejszy.

## Odnalezienie
Pozostałości odnaleziono w okolicy:
- Jeziora Rudolfa
- Jeziora Wiktorii
- Abu Zabi
- a także na Półwyspie Arabskim

## Ewolucja
Bezpośredni przodek opisywanego tu zwierzęcia jest nieznany. Może nim być Kenyapotamus, ale zapis kopalny jest zbyt ubogi, by rozstrzygnąć tę kwestię. Jest on bardziej prymitywny niż inne rodzaje ze swej rodziny, być może pochodził on od jakiegoś wcześniejszego zwierzęcia.
Skamieniałości podobne do omawianego rodzaju datowane są na 2 000 000 lat (koniec pliocenu). Różnią się znacznie od szczątków innych rodzajów takich jak Hexaprotodon i Hippopotamus z tego czasu.